# Most Solidarności w Płocku

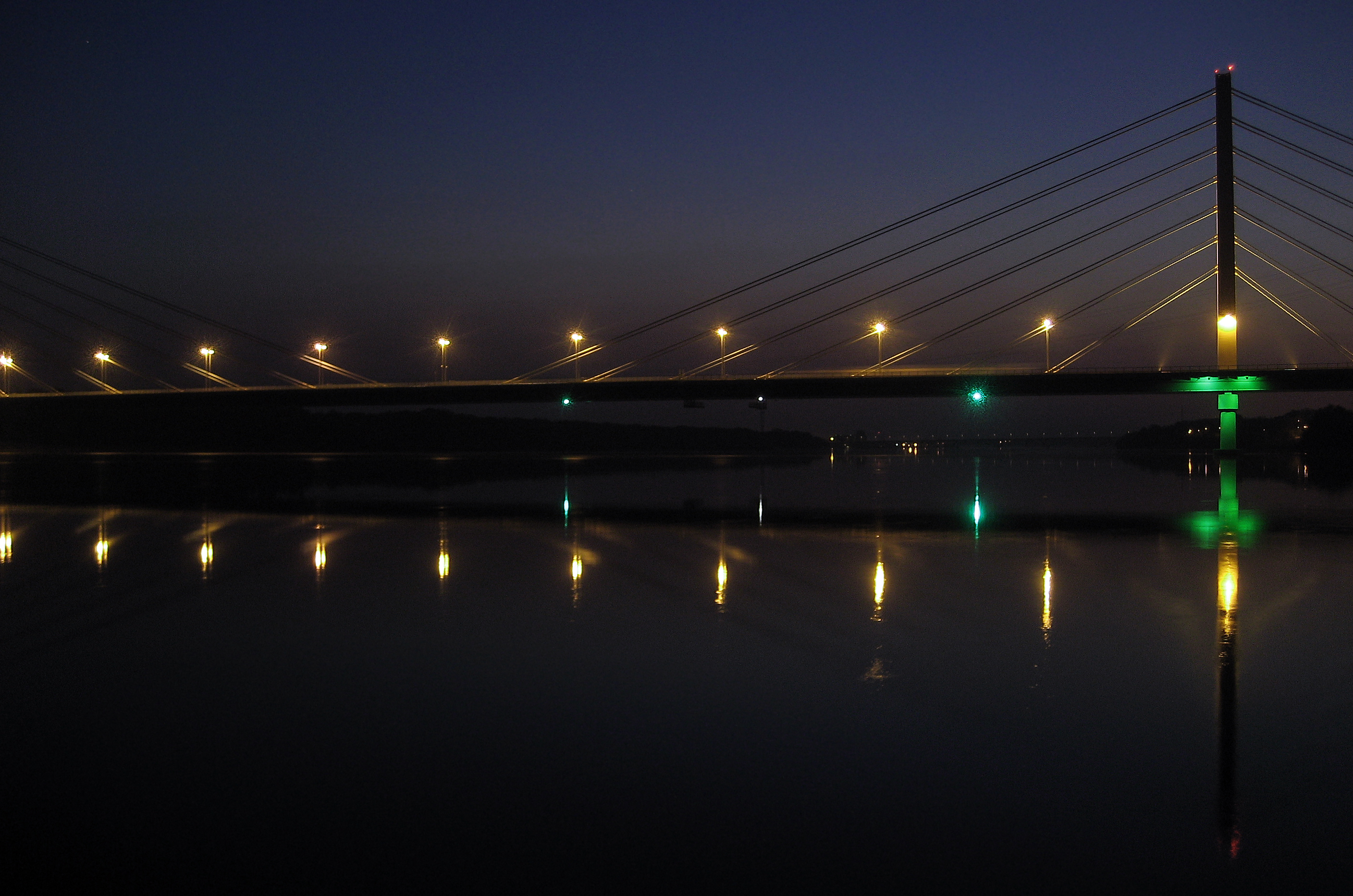
Most Solidarności nocą. Fragment przęsła głównego i pylon północny.

Most Solidarności – most wantowy w Płocku nad Wisłą, będący częścią Trasy ks. Jerzego Popiełuszki, znajdujący się w ciągu dwóch dróg krajowych – drogi krajowej nr 60 i drogi krajowej nr 62. Most kosztował 190 mln zł.

## Historia i lokalizacja mostu
Most Solidarności w Płocku przez rzekę Wisłę został zaprojektowany jako jeden z elementów trasy ks. Jerzego Popiełuszki stanowiącej wschodnie obejście miasta. Zlokalizowana została ona w ciągu dwóch dróg krajowych – drogi krajowej nr 60 i drogi krajowej nr 62 o nowym ich przebiegu na terenie miasta Płocka, celowo wcześniej zaprojektowanym dla tej trasy.
Trasa ks. Jerzego Popiełuszki, będąca wschodnim obejściem miasta jako inwestycja o nazwie „Budowa II przeprawy mostowej przez rzekę Wisłę w Płocku wraz z dojazdami”, w całości stanowi jednocześnie południową część zaprojektowanej obwodnicy północnej Płocka.
Idea budowy tego mostu powstała na początku lat 90. XX wieku w celu poprawy ogólnej sytuacji komunikacyjnej miasta Płocka, a także jego regionu.
Trudna sytuacja komunikacyjna spowodowana została dużym wzrostem ruchu drogowego na terenie miasta oraz w rejonie mostu im. Legionów Marszałka Józefa Piłsudskiego przez Wisłę w Płocku (most drogowo-kolejowy wybudowany w roku 1938) znajdującego się wówczas w ciągu dwóch dróg krajowych – drogi krajowej nr 60 i drogi krajowej nr 62.
Projekt realizacyjny mostu został wybrany w drodze międzynarodowego konkursu.
Budowa mostu rozpoczęła się w lipcu 2002 roku, a zakończyła w październiku 2007 roku. Miesiąc przed oddaniem mostu do użytku zakończono modernizację ul. Wyszogrodzkiej, z którą łączy się droga dojazdowa do przeprawy na prawym brzegu Wisły. Most Solidarności otwarty został 13 października 2007 roku przez ówczesnego premiera RP Jarosława Kaczyńskiego.
W pierwszym okresie swojego funkcjonowania (w latach 2007-2009) most wraz z dojazdami łączył ul. Wyszogrodzką (od węzła „Wyszogrodzka” – Rondo Wojska Polskiego) znajdującą się na prawym brzegu Wisły (dzielnica Podolszyce Południe) z ul. Dobrzykowską (do węzła „Dobrzykowska” – Rondo 19 pp. Odsieczy Lwowa) znajdującą się na lewym brzegu rzeki w ciągu drogi wojewódzkiej nr 575 (osiedle Radziwie).
Cała Trasa ks. Jerzego Popiełuszki została oddana do użytku w październiku 2009 roku po ukończeniu budowy drogi dojazdowej do mostu na odcinku od ul. Dobrzykowskiej (od węzła „Dobrzykowska” – Rondo 19 pp. Odsieczy Lwowa) znajdującej się na lewym brzegu Wisły w ciągu drogi wojewódzkiej nr 575 (osiedle Radziwie) do ul. Kutnowskiej (do węzła „Góry” – rondo) również znajdującej się na lewym brzegu rzeki (dzielnica Góry).
Most Solidarności wraz z całą trasą został włączony do sieci dwóch dróg krajowych – drogi krajowej nr 60 i drogi krajowej nr 62 w październiku 2010 roku.
Trasa ks. Jerzego Popiełuszki, będąca inwestycją o nazwie „Budowa II przeprawy mostowej przez rzekę Wisłę w Płocku wraz z dojazdami”, ze względu na swoją złożoność oraz wykonywanie prac budowlanych w trudnym terenie została podzielona na odcinki i realizowana była w kilku etapach w latach 2002-2009.
Całkowita długość wszystkich dróg tej inwestycji łącznie ze zmodernizowanym odcinkiem ul. Wyszogrodzkiej wynosi 11,639 km.
Budowa tej przeprawy mostowej wraz z dojazdami to dla Płocka najważniejsza inwestycja w ostatnich latach.
Długość Trasy ks. Jerzego Popiełuszki wynosi 9,603 km. Rozpoczyna się ona (kierując się od strony południowej w kierunku północnym) na lewym brzegu Wisły od węzła „Góry” (rondo) łączącego trasę z ul Kutnowską (dzielnica Góry), przecina ul. Browarną i przebiega pod wiaduktem ul. Ciechomickiej, następnie obniża się po stoku skarpy (dzielnica Ciechomice) prowadząc przez dolinę Wisły (osiedla Pradolina Wisły). Dalej trasa dochodzi do węzła „Dobrzykowska” (Rondo 19 pp. Odsieczy Lwowa) krzyżując się nim z ul. Dobrzykowską znajdującą się w ciągu drogi wojewódzkiej nr 575 (osiedle Radziwie), a następnie za węzłem „Dobrzykowska” kierując się dalej w kierunku północnym przecina rzekę Wisłę w miejscu odległym o ok. 2,8 km w górę rzeki (w kierunku wschodnim) od Mostu im. Legionów Marszałka Józefa Piłsudskiego. Na prawym brzegu Wisły trasa przebiega nad ul. Grabówka, wznosi się po stoku skarpy wiślanej (dzielnica Borowiczki) i kończy swój bieg dochodząc do węzła „Wyszogrodzka” (Rondo Wojska Polskiego) łącząc się nim z ul. Wyszogrodzką (dzielnica Podolszyce Południe).
Trasa ta w całości wchodzi w skład zaprojektowanej obwodnicy północnej Płocka o długości ok. 20 km. Obwodnica północna Płocka zaprojektowana została (kierując się od strony południowej w kierunku północnym) między węzłem „Góry” (rondo) znajdującym się na lewym brzegu Wisły (dzielnica Góry) przebiegając poprzez całą Trasę ks. Jerzego Popiełuszki wchodzącą w jej skład, aż do węzła „Wyszogrodzka” (Rondo Wojska Polskiego) znajdującego się na prawym brzegu rzeki (dzielnica Podolszyce Południe). Zaprojektowana obwodnica północna Płocka od węzła „Wyszogrodzka” biegnie dalej ok. 10 km w kierunku północnym i kończy się w miejscowości Goślice.
Inwestycja ta jest jedynie najważniejszą i pierwszą częścią zamierzeń dotyczących budowy dróg krajowych poprawiających najpilniejsze potrzeby komunikacyjne oraz kompleksowego rozwiązania drogowej komunikacji tranzytowej przez miasto i jednoczesnego wpisania układu drogowego Płocka w układ komunikacyjny regionu i kraju. Most jest również ważną dla Polski inwestycją, która usprawnia komunikację między regionami kraju leżącymi po obu stronach Wisły oraz umożliwia łatwiejszy transport drogowy paliw i produktów naftowych płockich zakładów rafineryjno-petrochemicznych PKN Orlen S.A. przez rzekę. Poprawia on także komunikację ciężkiego ruchu samochodowego, międzynarodowego tranzytu drogowego między zachodnią częścią Europy a państwami nadbałtyckimi prowadzonego m.in. drogą krajową nr 60 przez Wisłę w Płocku.

## Dane techniczne – opis konstrukcji

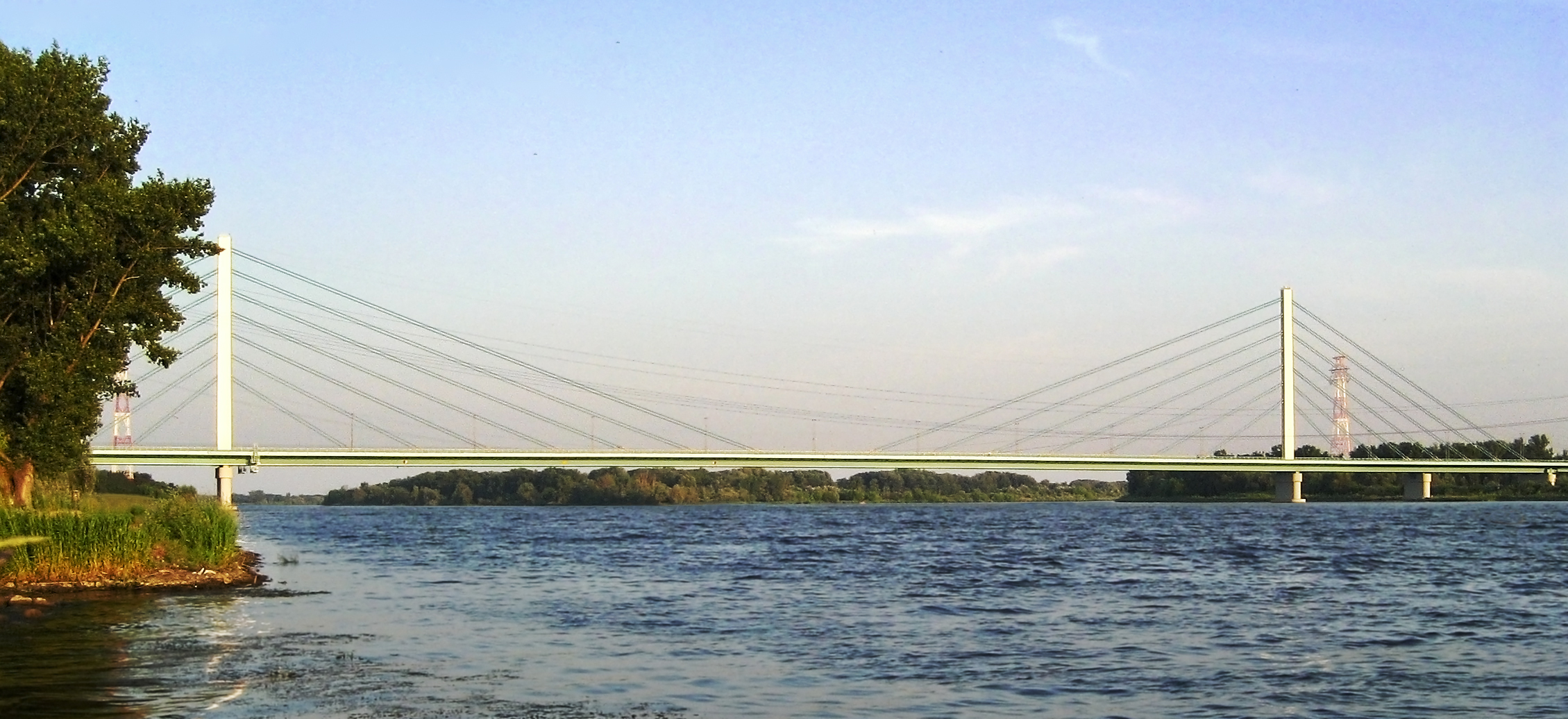
Przęsło główne o rozpiętości 375 metrów. Widok w kierunku wschodnim.

Główne przęsło Mostu Solidarności w Płocku jest najdłuższym w Polsce i tej części Europy przęsłem o rekordowej rozpiętości wynoszącej 375 metrów. Przęsło to jest jednym z największych wśród obiektów podwieszonych z wantami (cięgnami) w jednej płaszczyźnie, będąc jednocześnie najdłuższym w świecie przęsłem zastosowanym w mostach podwieszonych o pylonach kolumnowych zamocowanych w pomoście. Most Solidarności w Płocku jest, także największym mostem wantowym (mostem podwieszonym) w kraju.
Obiekt ten oprócz rekordowej rozpiętości przęsła jest także mostem szczególnym z innych powodów. Odciągi (wanty) usytuowane są jedynie w osi podłużnej mostu (w jednej płaszczyźnie podwieszenia w pasie środkowym pomostu) co nadaje mu smukłego wyglądu oraz wizualnej lekkości, a widok z jego jezdni i chodników nie jest dzięki temu niczym zakłócany. Most Solidarności wyróżnia się tym wśród innych obiektów podwieszonych, będąc jedyną tego typu konstrukcją w Polsce. Szczególnym rozwiązaniem jest również fakt, iż stalowe pylony oparte są na skrzyni pomostu i nie stanowią jednej konstrukcji z podporami.

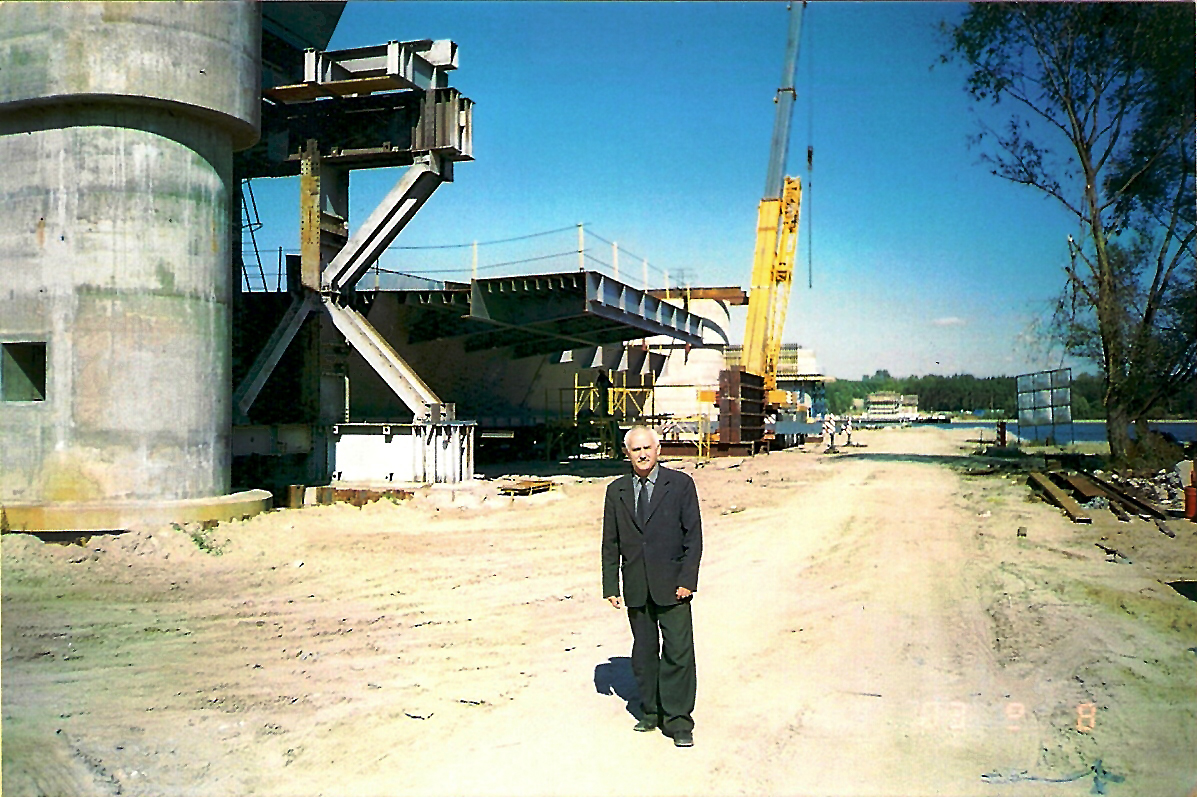
mgr inż. Jan Wyrębkowski – główny koordynator powstania projektu i wytworzenia konstrukcji mostu o połączeniach spawanych, na tle budowy Mostu Solidarności.

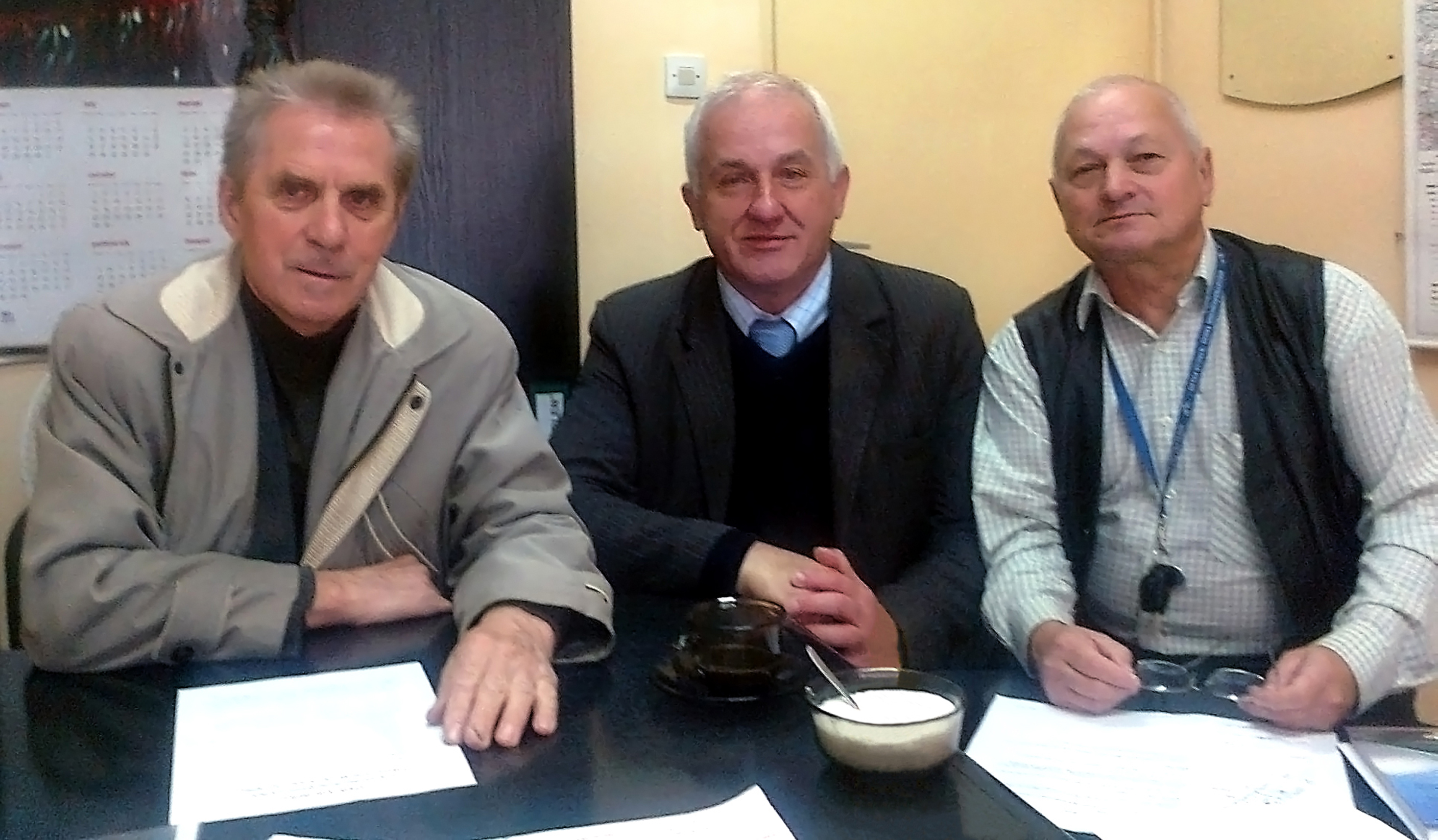
Inicjatorzy zmiany rozwiązań konstrukcji mostu – Projektanci nowych rozwiązań detali, sekcji i jednostek montażowych o połączeniach spawanych dla całej konstrukcji mostu – Mostu Solidarności w Płocku przez rzekę Wisłę. Od lewej: Ireneusz Wyrzykowski, Jan Wyrębkowski, Stanisław Maciąg.

Przeprawa została zaprojektowana w pierwotnej wersji jako most o połączeniach na śruby sprężające. Kierujący Zakładem Produkcji Konstrukcji Mostostal Płock S.A. (głównego wykonawcy konstrukcji mostu) Jan Wyrębkowski po analizach z kierowanym zespołem otrzymanego projektu, zaproponował koncepcję zbudowania tego mostu jako mostu o połączeniach spawanych. Po uzyskaniu zgody na zmianę rozwiązań konstrukcji stalowej mostu, Jan Wyrębkowski, Stanisław Maciąg i Ireneusz Wyrzykowski wraz z zespołem inżynierów pod kierownictwem Krzysztofa Wąchalskiego z Biura Projektów Pontprojekt w Gdańsku, opracowali rozwiązania detali, elementów i sekcji montażowych dla całej konstrukcji mostu o spawanych rozwiązaniach połączeń oraz cały program zapewnienia jakości. W nowych rozwiązaniach zachowano pierwotny, podstawowy kształt mostu. 
Przez wprowadzenie zmian w rozwiązaniach konstrukcji stalowej mostu uzyskano duże oszczędności w kosztach wytworzenia konstrukcji i jej montażu, a jednocześnie zbudowano most o lepszych walorach użytkowych i eksploatacyjnych.

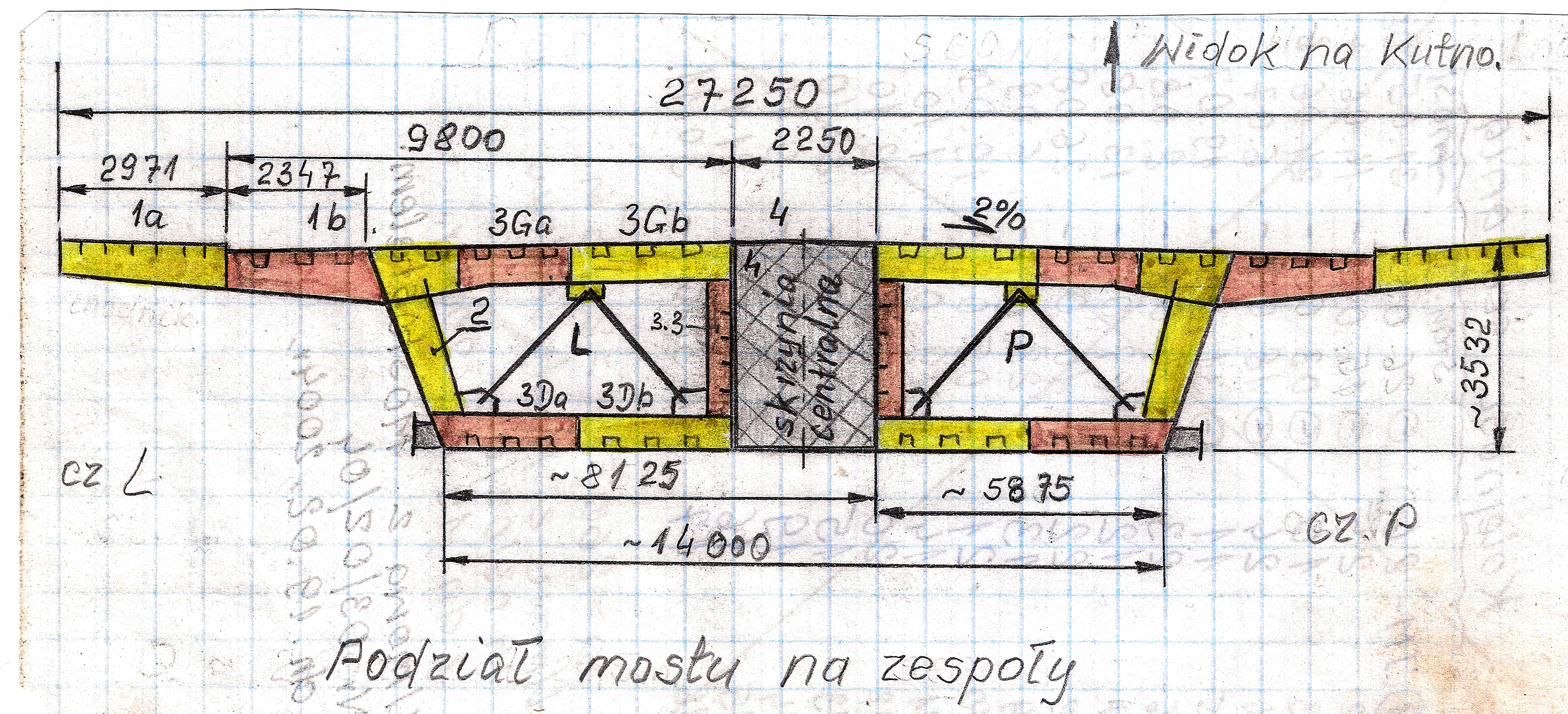
Pierwszy rysunek koncepcji podziału mostu głównego (nurtowego) o połączeniach spawanych na zespoły autorstwa Ireneusza Wyrzykowskiego.

Obok widoczny jest skan pierwszego, sporządzonego „na brudno” rysunku podziału mostu głównego (nurtowego) na zespoły jako mostu zaprojektowanego o połączeniach spawanych autorstwa Ireneusza Wyrzykowskiego. Według idei przedstawionej na tym rysunku, opracowano projekt, a następnie wykonano most główny (nurtowy) o połączeniach spawanych, zastępując nim projekt pierwotny, zakładający wykonanie mostu o połączeniach na śruby sprężające.
Dla potrzeb etapu podwieszania mostu zastosowano najnowocześniejszy system Freyssinet HD2000. Polega on na oddzielnym montażu i naciągu każdego ze splotów poddanych wcześniej wieloetapowemu zabezpieczeniu antykorozyjnemu. Naciąg splotów przy podwieszaniu wykonano metodą Isotension.
Podwieszenie mostu w Płocku stanowi 56 cięgien, rozmieszczonych parami, w odległości co 22,5 m. Długość tych want wynosi od 50 do 190 m. Wanty składają się z wiązki równoległych splotów, każdy o nośności 279 kN. Liczba splotów w cięgnie wynosi od 47 do 84, lina o największej liczbie splotów ma więc nośność ponad 23 MN, co sprawia, że płocki most podwieszony jest na linach o największej nośności i masie spośród wzniesionych obiektów podwieszonych w Polsce.
Przyjęty schemat konstrukcji mostu wymusił szczególne ułożyskowanie obiektu oraz zastosowanie pod pylonami łożysk soczewkowych o jednej z największych na świecie nośności – 110 MN. Oznacza to, że można postawić na każdym z nich wieżę Eiffla, która waży 9 000 ton.
Prace związane z podwieszeniem jednostek montażowych (most podwieszony) oraz montażem łożysk wykonane zostały przez Freyssinet Polska Sp. z o.o. – Milanówek.
Projekt mostu charakteryzuje się wieloma nowatorskimi rozwiązaniami konstrukcyjnymi, dlatego też z uwagi na wszystkie powyższe kwestie, zarówno projekt jak również budowa mostu podwieszonego w Płocku były przedsięwzięciem o najwyższej skali trudności.
Jest to most drogowy zaprojektowany dla obciążenia klasy A. Most jest dwujezdniowy z czterema pasami ruchu (po dwa w każdą stronę). Prędkość dopuszczalna na nim wynosi 80 km/h. Szerokość całkowita mostu wynosi 27,5 metra, szerokość jezdni 2 × 8,8 m (jedna jezdnia to 2 × 3,5 m + pobocze wewnętrzne 1 m + pobocze zewnętrzne 0,8 m), szerokość ciągów (pieszego i rowerowego) 2 × 2,5 m (chodnik dla pieszych będący pasem o białym kolorze – po stronie wschodniej mostu, ścieżka rowerowa będąca pasem o czerwonym kolorze – po jego zachodniej stronie), a środkowy pas rozdziału ruchu, w którym zamocowane zostały dwa pojedyncze pylony stalowe typu „I” (obeliskowe) wraz z wantami wynosi 2,5 metra szerokości (w części podwieszonej i lewobrzeżnej mostu). Natomiast most prawobrzeżny to estakada prawobrzeżna składająca się z dwóch niezależnych konstrukcji o łącznej szerokości 2 × 11,12 m. Na każdej z konstrukcji zaprojektowano jezdnie o szerokości 8,6 metra (jedna jezdnia to 2 × 3,5 m + pobocze 2 × 0,8 m). Na estakadzie, po zewnętrznych stronach obu konstrukcji znajdują się chodniki robocze o szerokości 0,9 m (po jednym na każdej konstrukcji).
Szerokość koryta Wisły w miejscu przecięcia rzeki przez most wynosi ok. 500 metrów. Przy poziomie wody wysokiej szerokość koryta wzrasta do ok. 1100 metrów włączając tereny zalewowe do wału przeciwpowodziowego na lewym brzegu rzeki.
Prześwit między dolną powierzchnią pomostu a lustrem rzeki przy poziomie średniej wody wynosi 12 metrów. Maksymalna głębokość rzeki przy poziomie średniej wody w miejscu przeprawy mostowej wynosi ok. 6 metrów. W miejscu przeprawy Wisła jest żeglowna.
Most w planie usytuowany jest w linii prostej prostopadłej do osi rzeki. Niweletę mostu zaprojektowano również w linii prostej o spadku podłużnym 0,5% w kierunku lewego brzegu rzeki. W projekcie wykonawczym zmieniono niweletę mostu w obrębie przęsła nurtowego przez nadanie mu kształtu łuku wypukłego o wyniosłości 0,5 m. Usytuowanie mostu w płaszczyźnie pionowej spełnia warunki wymaganej skrajni żeglugowej, wynoszącej wysokość 7 metrów mierzonej od poziomu wody wysokiej dla pracy lodołamaczy.
Cały most składa się z trzech części:
- lewobrzeżnego mostu dojazdowego (wiaduktowego) o długości 585 metrów znajdującego się nad terenem zalewowym między drogą dojazdową kończącą się tuż przed wałem przeciwpowodziowym na lewym brzegu Wisły a mostem podwieszonym
- mostu podwieszonego (mostu głównego) o długości 615 metrów usytuowanego nad nurtem rzeki
- prawobrzeżnego mostu dojazdowego (estakadowego) wynoszącego 512 metrów długości znajdującego się między mostem podwieszonym a skarpą wiślaną łącząc się tam z drogą dojazdową na prawym brzegu rzeki.

Łączna suma długości wszystkich trzech części mostu stanowiąca jego długość całkowitą wynosi zatem 1712 metrów.
Po rozpoczęciu budowy mostu podjęto decyzję o zastąpieniu estakadą prawobrzeżną pierwotnie planowanego nasypu (w tej samej lokalizacji) doprowadzającego drogę dojazdową od skarpy wiślanej do przyczółka mostu o długości 1200 metrów wybudowanego w latach 2002-2005 (most podwieszony wraz z lewobrzeżnym mostem dojazdowym) na prawym brzegu Wisły. W tym celu przyczółek mostu (most o długości 1200 metrów) znajdujący się na prawym brzegu rzeki przekształcono w filar rozdzielczy (grupowy), o który następnie oparta została prawobrzeżna estakada o długości 512 metrów wybudowana w latach 2006-2007 stanowiąca integralną część mostu zwiększając tym samym jego długość całkowitą do 1712 metrów.

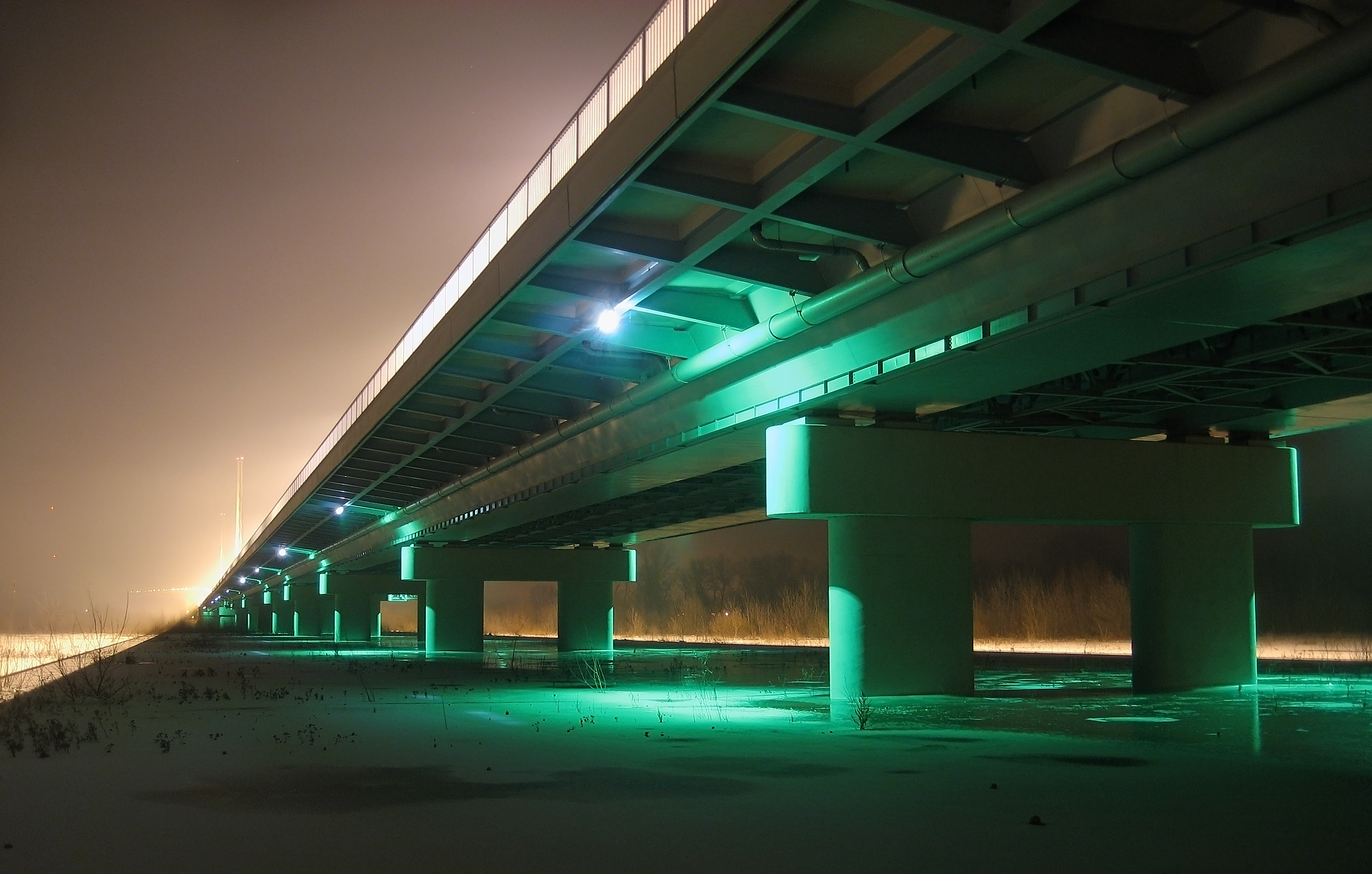
Most lewobrzeżny nad terenem zalewowym zimą. Widok w kierunku północnym.

Most lewobrzeżny, dojazdowy składa się z dwóch modułów pięcioprzęsłowych przedzielonych dylatacją. Jest to most belkowy. Posiada on przęsła o rozpiętościach wynoszących 5 × 58,5 + 5 × 58,5 m. Układ nośny stanowi dwudźwigarowy ustrój zespolony. Dźwigarami są dwie stalowe skrzynki połączone stężeniami poprzecznymi, a płytę pomostu stanowi współpracująca płyta żelbetowa. Środkowy pas rozdziału ruchu oddzielony został od obu jezdni typowymi, stalowymi barierami ochronnymi.

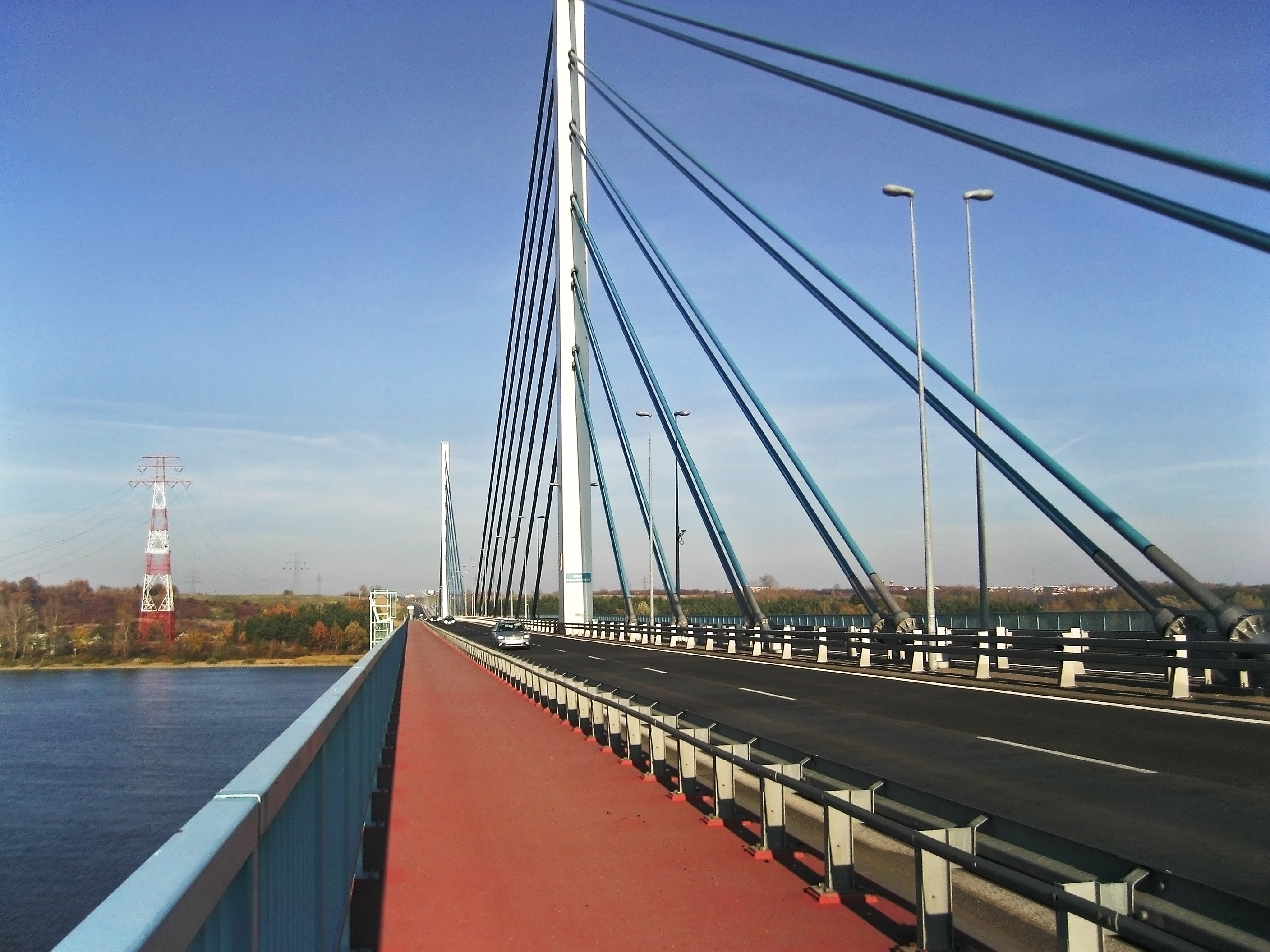
Most podwieszony. Widok w kierunku północnym.

Most podwieszony (most główny) znajdujący się nad nurtem rzeki, w całości wykonany z konstrukcji stalowej posiada ciągły ustrój nośny o monolitycznym dźwigarze skrzynkowym, trzykomorowym podwieszonym do opartych na żelbetowych podporach (filarach), dwóch stalowych pylonów jednosłupowych (kolumnowych) o wysokości 63,7 metra i przekroju skrzynkowym za pośrednictwem podwójnego układu 28 stalowych want (2 × 28 co razem daje 56 wszystkich cięgien) w systemie harfy usytuowanych w jednej płaszczyźnie. Pomost stanowi stalowa płyta ortotropowa. Pylony znajdujące się w jednej płaszczyźnie z wantami zostały zamocowane w pomoście w środkowym pasie rozdziału ruchu, który został oddzielony obustronnie od jezdni specjalnymi barierami sztywnymi. Rozpiętości pięciu przęseł mostu podwieszonego wynoszą 2 × 60 + 375 + 2 × 60 m. Najdłuższe, główne przęsło żeglowne znajdujące się między pylonami i podwieszone do nich za pomocą want ma rozpiętość 375 metrów. Montaż tego przęsła został wykonany metodą wspornikową.

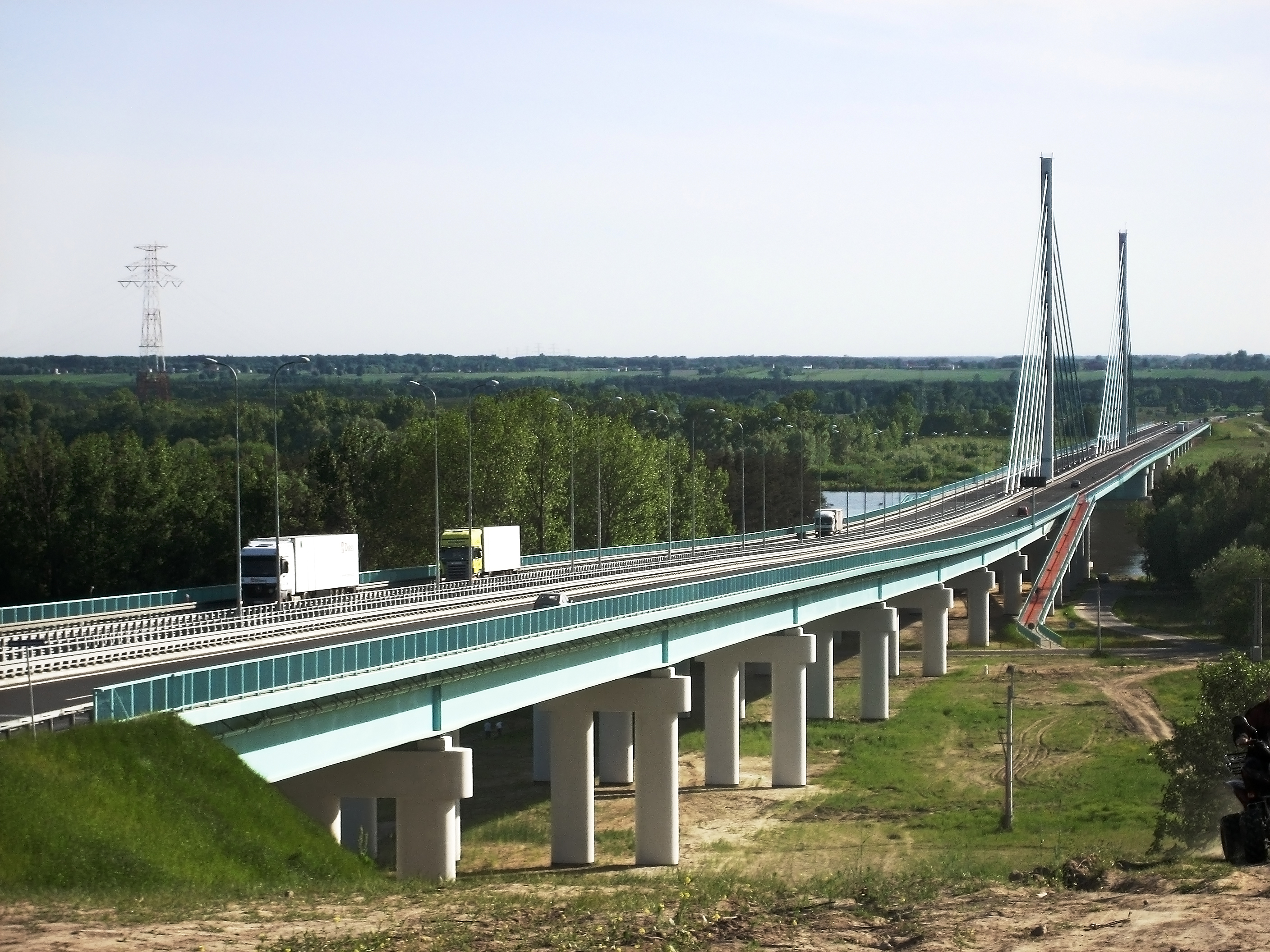
Most prawobrzeżny. Widok w kierunku południowym.

Most prawobrzeżny (estakada prawobrzeżna) to konstrukcja zespolona z płytą żelbetową, współpracującą. Most prawobrzeżny (podobnie jak most lewobrzeżny), również jest mostem belkowym. Estakada prawobrzeżna to dziewięcioprzęsłowy układ składający się z dwóch niezależnych konstrukcji, łącząc się poprzez dylatację z mostem podwieszonym. Konstrukcja stalowa estakady to dwa dźwigary blachownicowe pod każdą jezdnią. Na estakadzie, po wewnętrznych stronach obu konstrukcji zamontowano bariery ochronne, sztywne (po jednej na każdej konstrukcji). Nad filarem rozdzielczym znajdującym się między mostem prawobrzeżnym a mostem podwieszonym zamontowano pochylnie dla ruchu pieszego i rowerowego (po jednej na obu stronach mostu). Pod estakadą prostopadle do niej przebiega ul. Grabówka (dzielnica Borowiczki). Ul. Grabówka usytuowana jest pod czwartym przęsłem czyli między trzecią a czwartą parą filarów obu konstrukcji estakady licząc od strony mostu podwieszonego na prawym brzegu Wisły. Rozpiętości przęseł estakady (kierując się od strony mostu podwieszonego w stronę skarpy wiślanej na prawym brzegu rzeki) wynoszą 45 + 7 × 60 + 47 m.
Cały most posiada 33 żelbetowe podpory – w tym 31 podpór pośrednich zwanych filarami i 2 podpory skrajne zwane przyczółkami. Wszystkie podpory zostały zaprojektowane jako masywne tarcze żelbetowe o zróżnicowanych wymiarach dostosowanych do funkcji jaką spełniają w konstrukcji mostu z zastosowanym betonem klasy B30 – w tym wszystkie 16 podpór pośrednich mostu prawobrzeżnego (estakady prawobrzeżnej) stanowi 8 par podpór podtrzymujących jego dwie niezależne konstrukcje usytuowane równolegle względem siebie. Most lewobrzeżny oparty jest na 11 podporach – jedna z jego skrajnych podpór stanowi południowy przyczółek całego mostu. Most podwieszony oparty jest na 6 podporach, a most prawobrzeżny na 18 podporach. Jedna ze skrajnych podpór mostu prawobrzeżnego stanowi północny przyczółek całego mostu. Dwa skrajne filary mostu podwieszonego są filarami rozdzielczymi mostu lewobrzeżnego i mostu podwieszonego na lewym brzegu Wisły oraz mostu podwieszonego i mostu prawobrzeżnego na prawym brzegu rzeki. Wszystkie podpory posadowione zostały na palach wierconych do 20 metrów głębokości o średnicach od 1,2 m do 1,5 m. W wodzie znajdują są 2 filary. Są to filary główne mostu podwieszonego z usytuowanymi nad nimi pylonami.
Cały obiekt mostowy składa się z 24 przęseł z czego 9 przęseł to elementy dwóch niezależnych konstrukcji prawobrzeżnej estakady. Most posiada pięć urządzeń dylatacyjnych – po jednym na obu przyczółkach mostu, trzecie pośrodku mostu lewobrzeżnego, czwarte między mostem lewobrzeżnym a mostem podwieszonym i piąte między mostem podwieszonym a mostem prawobrzeżnym.
Na całym moście zamontowano jednakowe poręcze, a wzdłuż ciągów (pieszego i rowerowego) typowe, stalowe bariery ochronne (także na moście prawobrzeżnym).
Wejścia robocze do wnętrza pomostu i pylonów usytuowano w jego środkowym pasie (most podwieszony), podobnie jak lampy oświetleniowe (most podwieszony i most lewobrzeżny). Natomiast na moście prawobrzeżnym lampy oświetleniowe zamontowano po wewnętrznych stronach obu konstrukcji estakady za barierami ochronnymi, sztywnym na samym skraju tych konstrukcji.
Most posiada także iluminację.
Po obu stronach płyty pomostu (most podwieszony i most lewobrzeżny) na specjalnych prowadnicach biegnących wzdłuż konstrukcji zamontowane zostały 4 wózki inspekcyjne (po 2 na każdej stronie).
Obiekt wyposażony został w wiele urządzeń elektronicznych, m.in. takich jak: komputer gromadzący dane, rozbudowany system monitoringu, tablice świetlne, czujniki temperaturowe, inklinometry, urządzenia meteorologiczne oraz wiele innych przyrządów pomiarowych.
Kolorystykę konstrukcji mostowej wybrano jako biało-szarą dla elementów pionowych (podpory i pylony) oraz odcień zieleni morskiej dla pomostu i want. Cały most zaprojektowany został tak, aby był dobrze wkomponowany w otaczający go krajobraz.
Do budowy mostu podwieszonego i mostu lewobrzeżnego (most o długości 1200 metrów) zużyto następujące ilości materiałów:
- 12 600 ton konstrukcji stalowej (most podwieszony : 513 kg/m2, most lewobrzeżny: 108 kg/m2)
- 3 000 ton stali zbrojeniowej
- 610 ton stali want (most podwieszony: 36 kg/m2)
- 19 000 m³ betonu
- 3 000 m pali wierconych.

Do budowy mostu prawobrzeżnego zużyto:
- 3 000 ton konstrukcji stalowej.

### Dane techniczne – tabele
Tabela 1. Wymiary ogólne mostu
| wymiar                                    | wartość     |
| ----------------------------------------- | ----------- |
| rozpiętość najdłuższego przęsła           | 375 m       |
| długość mostu podwieszonego               | 615 m       |
| długość mostu lewobrzeżnego               | 585 m       |
| długość mostu prawobrzeżnego              | 512 m       |
| długość całkowita                         | 1712 m      |
| szerokość całkowita                       | 27,5 m      |
| szerokość mostu prawobrzeżnego            | 2 × 11,12 m |
| szerokość jezdni                          | 2 × 8,8 m   |
| szerokość jezdni mostu prawobrzeżnego     | 2 × 8,6 m   |
| szerokość ciągów (pieszego i rowerowego)  | 2 × 2,5 m   |
| szerokość chodnika roboczego              | 2 × 0,9 m   |
| szerokość środkowego pasa rozdziału ruchu | 2,5 m       |
| wysokość pylonów                          | 63,7 m^     |

^ – Wysokość pylonów stalowych mierzona od górnej powierzchni płyty pomostu.
Tabela 2. Rozpiętości przęseł mostu
| część mostu/cały most | rozpiętości przęseł                                              |
| --------------------- | ---------------------------------------------------------------- |
| most lewobrzeżny      | 5 × 58,5 + 5 × 58,5 m                                            |
| most podwieszony      | 2 × 60 + 375 + 2 × 60 m                                          |
| most prawobrzeżny     | 45 + 7 × 60 + 47 m                                               |
| cały most             | 5 × 58,5 + 5 × 58,5 + 2 × 60 + 375 + 2 × 60 + 45 + 7 × 60 + 47 m |

Tabela 3. Materiał konstrukcji i liczba poszczególnych elementów mostu
| elementy                     | wateriał konstrukcji                       | liczba elementów |
| ---------------------------- | ------------------------------------------ | ---------------- |
| przęsła mostu lewobrzeżnego  | stal + beton (konstr. zespolona)           | 10               |
| przęsła mostu podwieszonego  | stal                                       | 5                |
| przęsła mostu prawobrzeżnego | stal + beton (konstr. zespolona)           | 9                |
| przęsła całego mostu         | konstr. zespolona, stal, konstr. zespolona | 24               |
| pylony                       | stal                                       | 2                |
| podpory całego mostu         | żelbet                                     | 33               |

## Projektanci, wykonawcy i nadzór naukowy
Most podwieszony wraz z lewobrzeżnym mostem dojazdowym zaprojektowali: Nikola Hajdin (główny projektant), Bratislav Stipanić (współprojektant mostu) – obaj projektanci z Belgradu (Serbia), Józef Krawczyk (dyrektor – koordynator projektu), wszyscy projektanci – Budoplan Sp. j. Płock.
Budowany był przez Konsorcjum: Mosty-Łódź S.A. – Lider i Mosty Płock S.A. Dyrektorem budowy mostu z ramienia konsorcjum był Stanisław Pawelski.
Most prawobrzeżny (prawobrzeżna estakada dojazdowa) zaprojektowany został przez Profil Sp. z o.o. z Warszawy (główny projektant: Tadeusz Stefanowski). Zbudowany został przez Konsorcjum: Budimex-Dromex S.A. – (Lider z Warszawy) i Polbud-Pomorze Sp. z o.o. – Łącko, Pakość.
Obciążenie próbne mostu (części głównej) wykonane zostało przez Zespół Katedry Mostów Wydziału Inżynierii Lądowej i Środowiska Politechniki Gdańskiej w dniach 22-25 października 2005 roku.
Nadzór naukowy nad budową mostu podwieszonego przez Wisłę w Płocku sprawował Zakład Mostów Instytutu Inżynierii Lądowej Politechniki Wrocławskiej.